# Aeluropsis
Aeluropsis (Аелуропсис — „налик мачки”) је изумрли род мачака, који је у периоду касног Миоцена настањивао подручје Азије.

## Етимологија назива
Назив овог рода води поријекло од:
- старогрчке ријечи аилоурос, која значи мачка,
- и старогрчке ријечи опсис, која значи изглед или појава.

## Систематика

### Класификација
| Врсте:                         | Распрострањеност фосила и локација: | Временски распон:    |
| ------------------------------ | ----------------------------------- | -------------------- |
| †A. annectans (Lydekker, 1884) | Индија (Панџаб)                     | 7,0 до 5,0 мил. год. |